# 娜迪婭·德拉戈
娜迪婭·德拉戈（義大利語：Nadia Delago，1997年11月12日—），義大利高山滑雪運動員，她代表義大利隊參加了中國舉行的2022年冬季奧林匹克運動會，並且在女子滑降比賽上獲得銅牌。